# Cal Regué
Cal Regué és una casa de Concabella, al municipi dels Plans de Sió (Segarra), inclosa a l'Inventari del Patrimoni Arquitectònic de Catalunya.

## Descripció
Aquesta casa està situada a la plaça de l'Església, ocupant un dels seus angles, construïda a base de carreus de pedra, arrebossada i estucada posteriorment. Presenta una estructura de planta baixa i dues plantes superiors.

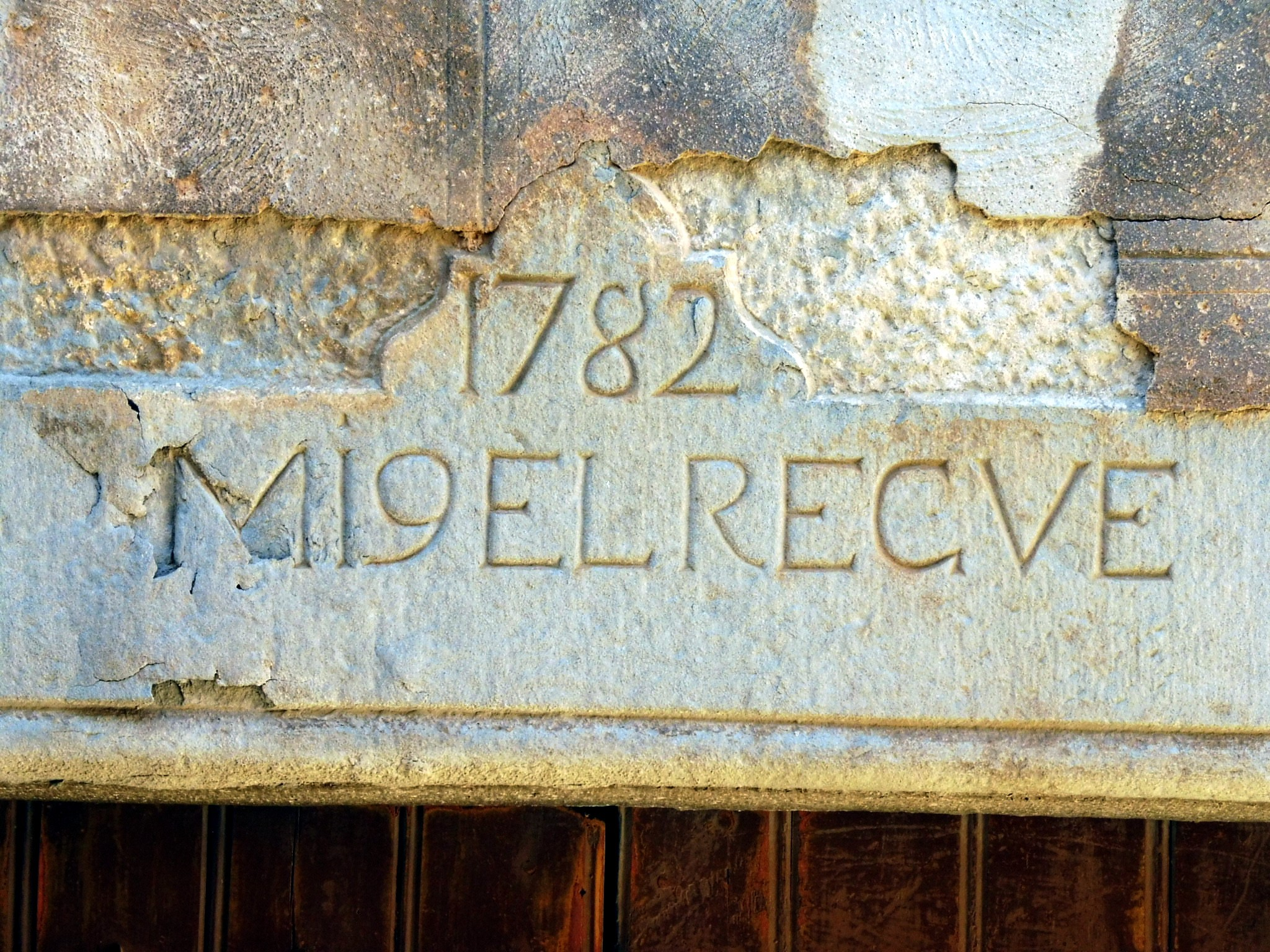
Llinda de la porta

La planta baixa presenta la porta d'entrada on a la llinda superior apareix una inscripció amb el nom d'un dels propietaris i la data: "Migel Regue 1782", envoltada per dues finestres de petites dimensions que il·luminaven les estances agrícoles situades a la planta baixa. A la primera planta, utilitzada com a habitatge, trobem tres finestres de grans dimensions on la del mig presenta una altra inscripció de les mateixes característiques que la que està situada a la porta principal: "Magí Reguer 1726". Pel que fa a les altres dues finestres, sembla que antigament presentaven alguna mena d'inscripció que actualment no es pot llegir a causa de l'erosió que presenten.
A la segona planta, possiblement utilitzada com a golfes, trobem tres finestres més, de petites dimensions i sense cap inscripció ni treball decoratiu.
Pel que fa a l'aigüera, situada a la sala menjador, encastada al mur, és una aigüera que consta d'una pica rectangular poc profunda de pedra picada i escudeller de fusta substituït per un prestatge de marbre. La part inferior és decorada per rajola roja i la superior per rajoleta de ceràmica pintada.

## Història
A la llinda de la porta principal es llegeix la inscripció: "Miqel Regue 1782". A les finestres les dates "1680" i "Magí Regue 1726". La data més recent és la de "Marcelí Reguer 1826".